# Kobiana jezik
Kobiana jezik (ISO 639-3: kcj; isto i buy, cobiana, uboi), atlantski jezik nigersko-kongoanske porodice, kojim govori oko 1 090 ljudi (2006) u Gvineji Bisau i Senegalu.
Zajedno s jezikom kasanga [ccj] čini istočnosenegalsko-gvinejsku podskupinu nun [nunn].

## Vanjske poveznice
- Ethnologue (14th)
- Ethnologue (15th)
- The Kobiana Language